# Sadowaja (przystanek kolejowy w obwodzie moskiewskim)
Sadowaja (ros. Садовая) – przystanek kolejowy w pobliżu miejscowości Dorochowo, w rejonie ruzskim, w obwodzie moskiewskim, w Rosji. Położony jest na linii Moskwa – Mińsk – Brześć.